# Stromboli (Terra di Dio)
(Karin (Ingrid Bergman))
Stromboli (Terra di Dio) è un film drammatico del 1950, prodotto e diretto da Roberto Rossellini.
È il primo film del regista girato con Ingrid Bergman, sua compagna per diversi anni.

## Trama
Karin è una profuga lituana internata in un campo di raccolta per stranieri durante la seconda guerra mondiale. Il futuro incerto le prospetta due possibilità: emigrare in Argentina o restare in Italia ed ottenere la cittadinanza sposando Antonio, un prigioniero di guerra liberato nel campo. Vistosi negato il lasciapassare per il Sudamerica, si unisce in matrimonio con l'uomo e lo segue nella sua terra, l'isola di Stromboli.
Karin non riesce però ad adattarsi alla vita del marito, che sull'isola fa il pescatore, ed inizia a soffrire soprattutto per le enormi differenze culturali con la gente del posto, rozza e retrograda. La vita della donna, diventata una prigionìa, si fa ancora più dura a causa del carattere tradizionalista e geloso di Antonio che, istigato dalle voci della gente, reagisce duramente e a volte con violenza alle presunte "civetterie" di Karin, la quale, intanto, scopre di essere rimasta incinta e si convince perciò a lasciare l'inospitale isola, dove l'ultima delle frequenti eruzioni del vulcano ha messo a rischio la sua stessa vita oltre a quella degli isolani.
Facendo leva sul suo fascino, si procura l'interessamento del guardiano del faro, l'unica persona fidata e disposta a darle una mano, con l'aiuto del quale prova a fuggire tentando di oltrepassare la vetta del vulcano in attività, ma la sua fuga disperata pare impossibile. Calata la notte e vistasi perduta, viene presa dallo sconforto ed inizia ad invocare Dio. Alle prime luci dell'alba, Karin implora di nuovo l'aiuto di Dio, decisa a salvare il figlio che porta in grembo.

## Produzione

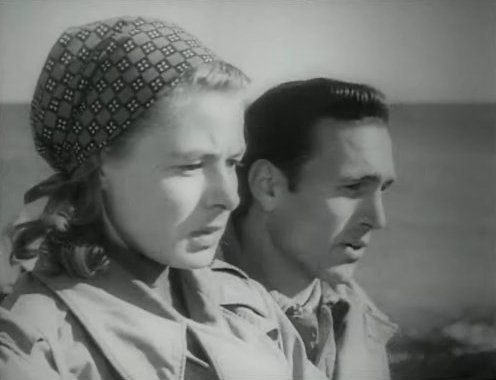
La protagonista Bergman e Mario Vitale in una scena

### Cast
Il ruolo della protagonista era destinato in origine ad Anna Magnani, con la quale Rossellini aveva una relazione. Vedendosi portar via la parte da Ingrid Bergman, la Magnani stessa per ripicca volle montare una produzione per girare a Lipari il film Vulcano, diretto da William Dieterle ed interpretato assieme a Rossano Brazzi e Geraldine Brooks: la lavorazione, iniziata dopo, paradossalmente venne portata a termine prima di quella di Stromboli (Terra di Dio) e il film poté usufruire di un'insperata pubblicità.

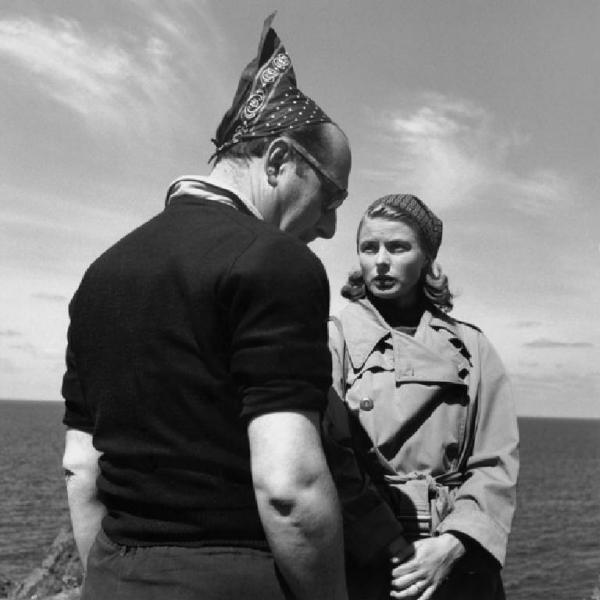
Ingrid Bergman e Rossellini sul set del film. Fotografia di Federico Patellani

Per la sua interpretazione, la Bergman, che recita con la propria voce sia nella versione originale (il film venne infatti girato in lingua inglese) sia nella versione italiana, in cui si auto-doppiò, vinse il Nastro d'argento nella categoria "Migliore straniero che abbia lavorato in Italia". Gli altri attori erano quasi tutti non professionisti.

La protagonista e Renzo Cesana in una scena del film

### Riprese
Il film fu girato nell'isola di Stromboli, nell'arcipelago delle Eolie, e vide il coinvolgimento di molti dei veri abitanti dell'isola. Lo stesso Mario Vitale inizialmente era stato ingaggiato dalla produzione come manovale.
Durante le riprese, un'eruzione del vulcano fornì alcuni spunti a Rossellini, che girava senza un vero copione, fissando giorno per giorno le idee su un semplice blocco per appunti: fu così possibile girare le scene di un'evacuazione della popolazione, che insieme a quelle della pesca costituivano una specie di "documentario nel film".

## Distribuzione
Il film venne presentato in anteprima mondiale al Festival di Venezia del 1950.
Il film raggiunse le sale cinematografiche statunitensi il 15 febbraio 1950, in Italia il 26 agosto (al Festival di Venezia di quell'anno) con una ripresa l'8 ottobre (in occasione dell'anteprima al Torino Film Festival), in Francia il 18 ottobre, mentre nel resto del mondo dal gennaio del 1951 in poi.

## Accoglienza

### Incassi
A fronte di un budget di circa 1 milione di dollari, il film negli Stati Uniti fu un completo flop al botteghino, ma andò meglio all'estero, per esempio in Italia, dove la relazione tra la Bergman e Rossellini fece meno scandalo.

### Critica
In Italia il film ebbe un discreto seguito (seppur inferiore alle aspettative), se non altro per l'enorme curiosità destata nel pubblico, alimentata dalla cronaca scandalistica dell'epoca, a proposito del legame sentimentale tra il regista e la famosa attrice svedese, ed anche per la rivalità con il già citato film Vulcano, interpretato dalla Magnani (la stampa infatti si riferiva alla lavorazione dei due film come la guerra dei vulcani).
Negli Stati Uniti Stromboli (questo è il titolo internazionale con cui venne distribuito il film) fu invece un clamoroso fiasco, sia per la campagna stampa che Hollywood aveva montato a sfavore della Bergman, sia per il famoso discorso del senatore del Colorado Edwin C. Johnson, che aveva etichettato l'attrice come una pubblica concubina, sia per il fatto che la RKO, che distribuiva il film in America, aveva voluto un montaggio completamente diverso, che riduceva di ben 37 minuti la durata della pellicola, portandola a poco più di un'ora.

Il film ebbe comunque il merito di risvegliare l'interesse turistico per le isole Eolie, fino a quel momento dimenticate da tutti, isolate dalle comunicazioni e dai servizi essenziali. Ancor oggi sull'isola vi sono targhe e foto che ricordano gli episodi della lavorazione del film, e nella piazza principale di Stromboli il bar più famoso è il Bar Ingrid.
(Richard Brodi, recensione per The New Yorker)
Il film è stato poi selezionato tra i 100 film italiani da salvare. Nel 2012, anche il sondaggio critico di Sight & Sound al British Film Institute lo ha inserito tra i "250 migliori film di tutti i tempi".

## Rossellini e la Bergman

Mario Vitale e Ingrid Bergman in una scena del film (versione 81' RKO), scena mancante invece nelle due versioni autorizzate da Rossellini.

Rossellini girò il film dopo aver ricevuto una lettera in cui Ingrid Bergman elogiava il suo lavoro e gli confidava di voler fare un film con lui:
(Ingrid Bergman)
Entrambi erano sposati, ma durante le riprese nacque una relazione fra loro. I due si sposarono dopo aver ottenuto il divorzio lei e l'annullamento del matrimonio lui, ed ebbero tre figli, Roberto Jr. e le gemelle Isabella ed Isotta Ingrid.

## Riconoscimenti
- 1951 - Nastro d'argento
  - Migliore straniero che abbia lavorato in Italia a Ingrid Bergman[5]